# Kalendjins
Pour les articles homonymes, voir Kalenjin.
Les Kalendjins sont un ensemble de populations d'Afrique de l'Est, d'origine nilotique, vivant dans et autour de la vallée du Grand Rift, à l'ouest du Kenya. Parmi elles figurent notamment les Elgeyo, les Kipsigi, les Marakwet, les Nandi, les Okiek, les Sebei, les Suk, les Terik et les Tugen.

## Population

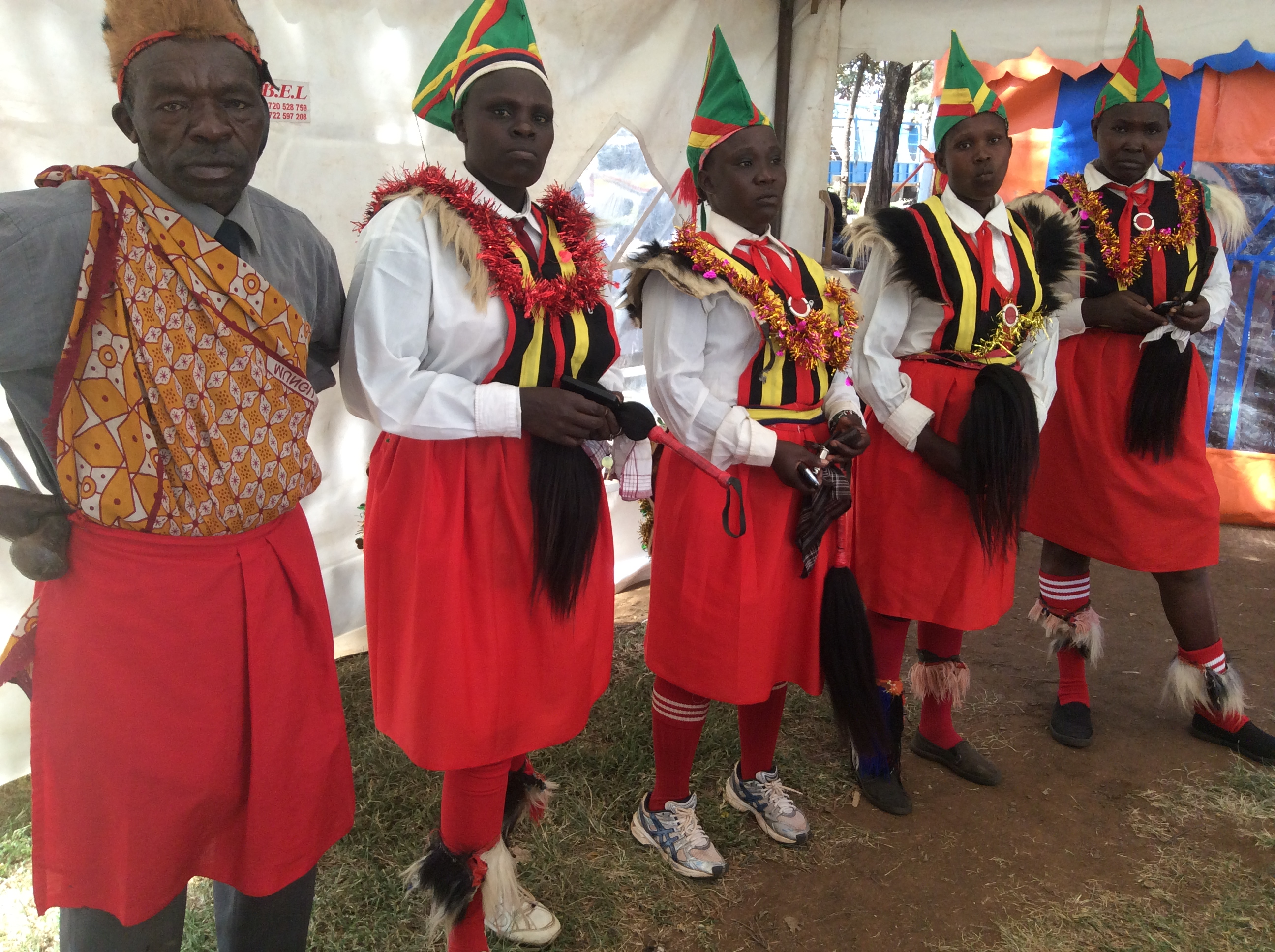
Groupe Kalendjin en tenue traditionnelle lors d'un événement à Eldoret.

Lors du recensement de 2009, 4 967 328 Kalendjins ont été dénombrés. Ils forment ainsi la troisième population du pays, après les Kikuyu et les Luhya.

## Histoire
Principalement pasteurs vivant d'élevage extensif, ils seraient originaires du Soudan et auraient migré il y a 2 000 ans.

## Ethnonyme
Le nom donné à ce groupe ethnique n'est stabilisé et accepté que depuis les années 1960, l'administration coloniale ayant auparavant pris l'habitude de désigner ces peuples sous le nom de « peuples parlant la langue nandi ». Le nom Kalendjin, adopté par la suite, signifie « Je te dis » en langue nandi.

## Performances sportives
Les Kalendjins sont très connus en dehors du Kenya pour leurs performances sportives exceptionnelles. Ils ont en effet remporté depuis les années 1980 environ 40 % des médailles en course de fond et demi-fond aux Jeux olympiques comme aux championnats du monde d'athlétisme. Des recherches génétiques poussées pour identifier un éventuel gène de la course à pied sur les Kalendjins ont pour l'instant échoué[réf. souhaitée].
Leurs performances sportives et leur mode de vie sont à l'origine du nom de la marque commerciale « Kalenji » utilisée par Decathlon.